# Тлеполем
Тлеполем је у грчкој митологији био краљ Аргоса.

## Митологија
Био је син Херакла и Астиохе или Астидамије, чувен по својој лепоти. Бежећи од Еуристеја, који је прогањао све Хераклове потомке, прво је доспео у Трахин, па у Атину и најзад код свог деде-ујака Ликимнија на Аргос. Међутим, случајно га је убио, када је тукао слугу мотком од маслиновог дрвета, а у близини се нашао и Ликимније који је и сам добио ударац. Тиме је навукао мржњу Хераклида и морао је да бежи и одатле. Са својом супругом Поликсом (или Филозојом) и присталицама, а по савету делфског пророчишта отишао је на Родос, где је основао градове Линд, Јалис и Камир. С обзиром да је био један од просилаца лепе Хелене, био је у обавези да учествује у тројанском рату. Пред Троју је стигао са девет лађа. Тамо је покушао да убеди свог полубрата Телефа да пређе на грчку страну, али га је он одбио, јер је био тројански зет. Испред зидина Троје сукобио се са Зевсовим сином Сарпедоном и обојица су хитнули копља, али је Зевс сачувао свог сина. Према једном предању, Тлеполемову смрт је осветила његова супруга Поликсо. Постоји и предање где се Тлеполем након рата враћао у домовину, али му се лађа разбила о једно од иберијских острва.

## Други ликови
Тлеполем је био и Дамасторов син, кога је убио Патрокло.